# Déagol
Déagol is een personage uit de trilogie In de Ban van de Ring (geschreven in de periode 1937-1949) van J.R.R. Tolkien.

## Verhaal
Déagol is een hobbit. Hij is de neef van Sméagol (later Gollem) die op Sméagols verjaardag samen met hem eropuit gaat bij de Lissevelden. Terwijl hij gaat vissen, gaat Sméagol de oever op om wortels te zoeken. Als hij door een behoorlijk grote vis aan zijn hengel in het water getrokken wordt ziet hij iets op de bodem glinsteren wat hij opduikt. Het blijkt een gouden ring. Omdat Sméagol jarig is wil hij de ring hebben. Als Déagol de ring niet aan zijn neef wil geven, raakt Sméagol buiten zichzelf en wurgt hij Déagol, waarna hij Déagols lijk verbergt.
Eeuwen later zal blijken dat deze ring de Ene Ring is.